# Temporada 1949-50 de los Sheboygan Redskins
La Temporada 1949-50 fue la primera y única de los Sheboygan Redskins en la NBA, tras jugar once temporadas en la NBL. La temporada regular acabó con 22 victorias y 40 derrotas, ocupando el cuarto puesto de la División Oeste, clasificándose para los playoffs, en los que perdieron en semifinales de división ante los Indianapolis Olympians.

## Temporada regular
| División Oeste           | División Oeste | División Oeste | División Oeste | División Oeste | División Oeste | División Oeste | División Oeste | División Oeste |
| Equipo                   | G              | P              | %              | PD             | Casa           | Fuera          | Neutral        | Div            |
| ------------------------ | -------------- | -------------- | -------------- | -------------- | -------------- | -------------- | -------------- | -------------- |
| x-Indianapolis Olympians | 39             | 25             | .609           | -              | 24-7           | 12-16          | 3-2            | 8-11           |
| x-Anderson Packers       | 37             | 27             | .578           | 2              | 22-9           | 12-18          | 3-0            | 7-10           |
| x-Tri-Cities Blackhawks  | 29             | 35             | .453           | 10             | 20-13          | 6-20           | 3-2            | 8-9            |
| x-Sheboygan Redskins     | 22             | 40             | .355           | 17             | 17-14          | 5–22           | 0-4            | 5-12           |
| Waterloo Hawks           | 19             | 43             | .306           | 20             | 16-15          | 2–22           | 1-6            | 4-13           |
| Denver Nuggets           | 11             | 51             | .177           | 28             | 9-16           | 1–25           | 1-10           | 3-14           |

## Playoffs

### Semifinales de División
Indianapolis Olympians - Sheboygan Red Skins
| Fecha       | Partido                                           | Ciudad       |
| ----------- | ------------------------------------------------- | ------------ |
| 21 de marzo | Indianapolis Olympians 86, Sheboygan Red Skins 85 | Indianapolis |
| 23 de marzo | Sheboygan Red Skins 95, Indianapolis Olympians 85 | Sheboygan    |
| 25 de marzo | Indianapolis Olympians 91, Sheboygan Red Skins 84 | Indianapolis |
|             | Indianapolis gana las series 2-1                  |              |

## Estadísticas
| Rk | Jugador         | Edad | P  | PT | MP | TC  | TCI  | %TC  | 3P | 3PI | %3P | TL  | TLI | %TL   | RO | RD | RT | AS  | RB | TAP | BP | FP  | PTS  |
| -- | --------------- | ---- | -- | -- | -- | --- | ---- | ---- | -- | --- | --- | --- | --- | ----- | -- | -- | -- | --- | -- | --- | -- | --- | ---- |
| 1  | Noble Jorgensen | 24   | 54 |    |    | 4.0 | 11.4 | .353 |    |     |     | 5.0 | 6.5 | .766  |    |    |    | 1.7 |    |     |    | 3.7 | 13.0 |
| 2  | Max Morris      | 24   | 62 |    |    | 4.1 | 11.2 | .363 |    |     |     | 4.5 | 6.7 | .667  |    |    |    | 3.1 |    |     |    | 2.8 | 12.6 |
| 3  | Bob Brannum     | 24   | 59 |    |    | 4.0 | 12.2 | .326 |    |     |     | 4.2 | 6.0 | .690  |    |    |    | 3.5 |    |     |    | 4.7 | 12.1 |
| 4  | Bobby Cook      | 26   | 51 |    |    | 4.4 | 12.2 | .358 |    |     |     | 2.8 | 3.5 | .790  |    |    |    | 3.1 |    |     |    | 2.2 | 11.5 |
| 5  | Jack Burmaster  | 23   | 61 |    |    | 3.9 | 11.7 | .333 |    |     |     | 2.0 | 3.0 | .681  |    |    |    | 2.9 |    |     |    | 3.9 | 9.8  |
| 6  | Milt Schoon     | 27   | 62 |    |    | 2.4 | 5.9  | .410 |    |     |     | 3.2 | 4.8 | .653  |    |    |    | 1.4 |    |     |    | 3.1 | 8.0  |
| 7  | Danny Wagner    | 27   | 11 |    |    | 1.7 | 4.9  | .352 |    |     |     | 2.8 | 3.2 | .886  |    |    |    | 1.6 |    |     |    | 2.0 | 6.3  |
| 8  | Chips Sobek     | 29   | 60 |    |    | 1.6 | 4.2  | .378 |    |     |     | 2.6 | 3.4 | .761  |    |    |    | 1.6 |    |     |    | 2.6 | 5.8  |
| 9  | Stan Patrick    | 27   | 19 |    |    | 1.9 | 5.6  | .346 |    |     |     | 1.0 | 2.1 | .487  |    |    |    | 1.7 |    |     |    | 1.7 | 4.9  |
| 10 | Dick Schulz     | 33   | 29 |    |    | 1.3 | 4.2  | .311 |    |     |     | 1.7 | 2.1 | .803  |    |    |    | 1.7 |    |     |    | 2.3 | 4.3  |
| 11 | Walt Lautenbach | 27   | 55 |    |    | 1.8 | 6.0  | .301 |    |     |     | 0.7 | 1.0 | .691  |    |    |    | 1.3 |    |     |    | 2.2 | 4.3  |
| 12 | John Chaney     | 29   | 10 |    |    | 1.5 | 4.9  | .306 |    |     |     | 1.2 | 1.7 | .706  |    |    |    | 0.5 |    |     |    | 1.0 | 4.2  |
| 13 | Jack Phelan     | 24   | 40 |    |    | 1.6 | 5.0  | .317 |    |     |     | 1.0 | 1.7 | .591  |    |    |    | 1.0 |    |     |    | 2.6 | 4.1  |
| 14 | Matt Mazza      | 26   | 26 |    |    | 1.3 | 4.2  | .300 |    |     |     | 1.2 | 1.7 | .711  |    |    |    | 1.1 |    |     |    | 1.3 | 3.8  |
| 15 | Glen Selbo      | 23   | 13 |    |    | 0.8 | 3.9  | .196 |    |     |     | 1.7 | 2.2 | .759  |    |    |    | 1.8 |    |     |    | 1.2 | 3.2  |
| 16 | Don Grate       | 26   | 2  |    |    | 0.5 | 3.0  | .167 |    |     |     | 1.0 | 1.0 | 1.000 |    |    |    | 1.5 |    |     |    | 1.5 | 2.0  |
| 17 | Bob Wood        | 28   | 6  |    |    | 0.5 | 2.3  | .214 |    |     |     | 0.2 | 0.2 | 1.000 |    |    |    | 0.2 |    |     |    | 1.0 | 1.2  |